# Carnotaurus sastrei
Carnotaurus (il cui nome significa "toro mangiatore di carne") è un genere estinto di grande dinosauro teropode appartenente alla famiglia degli abelisauridi, vissuto nel Cretaceo superiore, circa 72-69,9 milioni di anni fa (Maastrichtiano), in quella che oggi è l'Argentina, Sud America. Il genere comprende una sola specie, C. sastrei, conosciuta grazie a uno scheletro straordinariamente ben conservato, uno dei migliori esempi di teropodi scoperti nell'emisfero meridionale. Lo scheletro di Carnotaurus fu ritrovato nel 1984 nella Provincia di Chubut, in Argentina, all'interno delle rocce della Formazione La Colonia. Il nome deriva dal latino carnis (carne) e taurus (toro), un riferimento alle sue caratteristiche corna simili a quelle di un toro. Carnotaurus è considerato un membro evoluto degli abelisauridi, un gruppo di grandi teropodi che dominarono le nicchie ecologiche dei predatori nei territori meridionali durante la fine del Cretaceo. Le sue relazioni filogenetiche precise rimangono incerte, ma potrebbe essere stato più strettamente imparentato con Majungasaurus o Aucasaurus.
Carnotaurus aveva una corporatura snella e un corpo lungo 8-9 metri, con un peso stimato di almeno 1,35 tonnellate. Tra i tratti distintivi spiccavano le corna spesse sopra gli occhi, mai osservate in altri dinosauri carnivori, e un teschio particolarmente profondo, attaccato a un collo molto muscoloso. Le braccia erano incredibilmente ridotte, forse vestigiali, ma alcune ipotesi suggeriscono che potessero avere un ruolo nel corteggiamento. Le zampe posteriori erano lunghe e sottili, caratteristiche che lo rendevano ben adattato alla corsa, probabilmente uno dei teropodi più veloci della sua taglia. Un dettaglio eccezionale riguarda le impressioni di pelle conservate nel fossile, che mostrano un mosaico di piccole scaglie non sovrapposte, interrotto da grandi dossi lungo i fianchi dell'animale. Nonostante l'assenza di accenni di piume, ciò non esclude completamente la loro possibile presenza.
Le corna e il collo muscoloso di Carnotaurus potrebbero essere stati utilizzati nelle lotte interspecifiche, probabilmente con rapidi colpi di testa, spinte laterali o cozzando testa contro testa, con le corna che fungevano da ammortizzatori. Le abitudini alimentari rimangono oggetto di dibattito: alcuni studi suggeriscono che fosse in grado di cacciare grandi prede, come i sauropodi, mentre altri pensano che si nutrisse di animali più piccoli. L'anatomia delle zampe posteriori indica che fosse ben adattato alla corsa, caratteristica che lo avrebbe reso un predatore rapido ed efficace.

## Descrizione

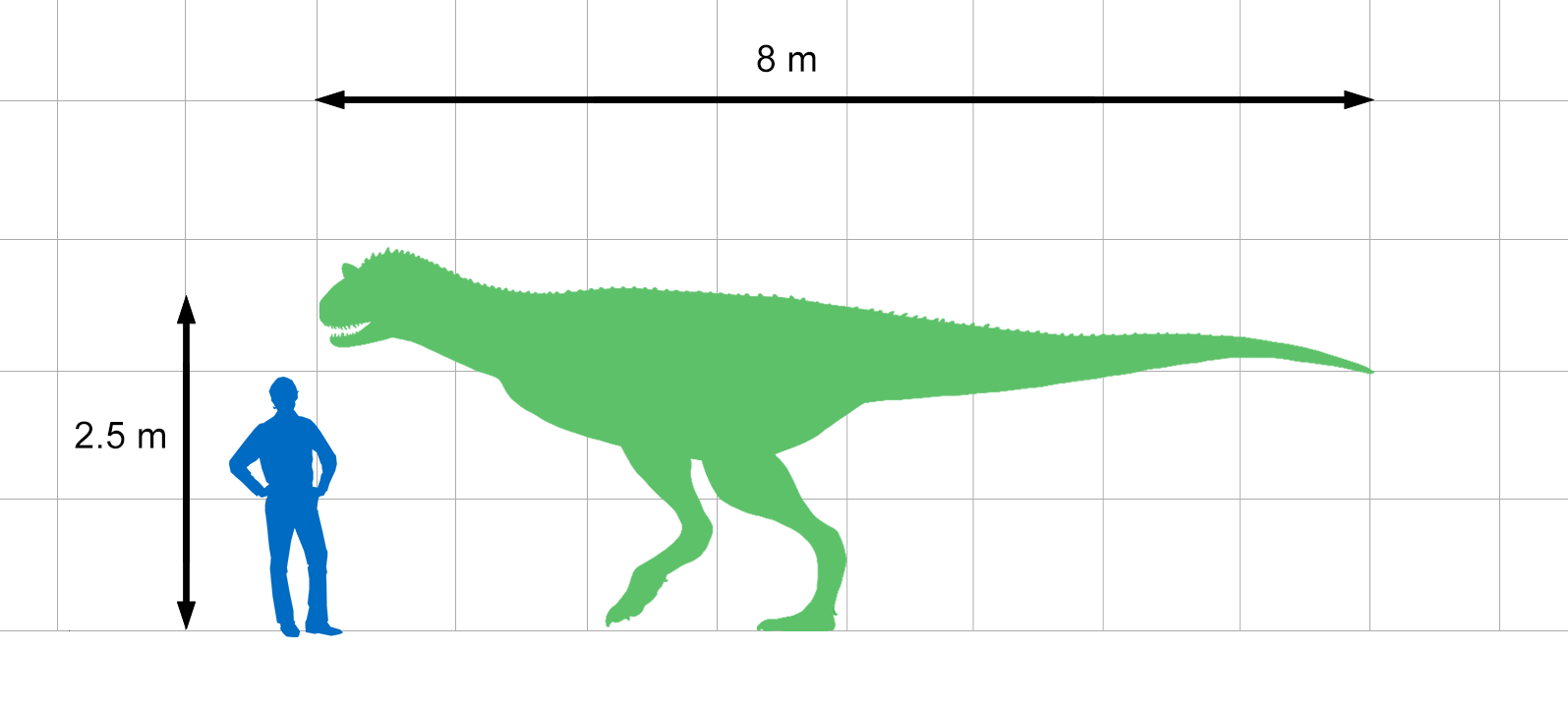
Dimensioni di giovane carnotaurus a confronto con un uomo

Carnotaurus era un grande teropode predatore, sebbene caratterizzato da una costituzione leggera. L'unico esemplare noto misurava tra gli 8 e i 9 metri di lunghezza, rendendolo uno dei più grandi abelisauridi conosciuti. Si contende il titolo con Ekrixinatosaurus ed eventualmente Abelisaurus (quest'ultimo noto da resti altamente incompleti) che potrebbero aver raggiunto dimensioni simili o maggiori. Tuttavia, uno studio del 2016 ha ridimensionato la lunghezza di Carnotaurus a circa 7,8 metri, indicando che solo Pycnonemosaurus, con i suoi 8,9 metri, lo superava in lunghezza. Le stime sul peso dell'animale variano considerevolmente a seconda dei metodi utilizzati. Le ipotesi suggeriscono valori compresi tra 1.350 kg a 2.100 kg, con alcune stime intermedie che raggiungono 1.500 kg. a 2.100 kg (2,1 tonnellate lunghe; 2,3 tonnellate corte) Nonostante fosse un teropode altamente specializzato, come evidenziato dalle caratteristiche del cranio, delle vertebre e degli arti anteriori, il bacino e gli arti posteriori mostrano tratti relativamente primitivi, simili a quelli del più basale Ceratosaurus. Questi elementi erano lunghi e sottili, con l'osso della coscia sinistra che misurava 1,03 metri di lunghezza, ma con un diametro medio di soli 11 centimetri.

### Cranio

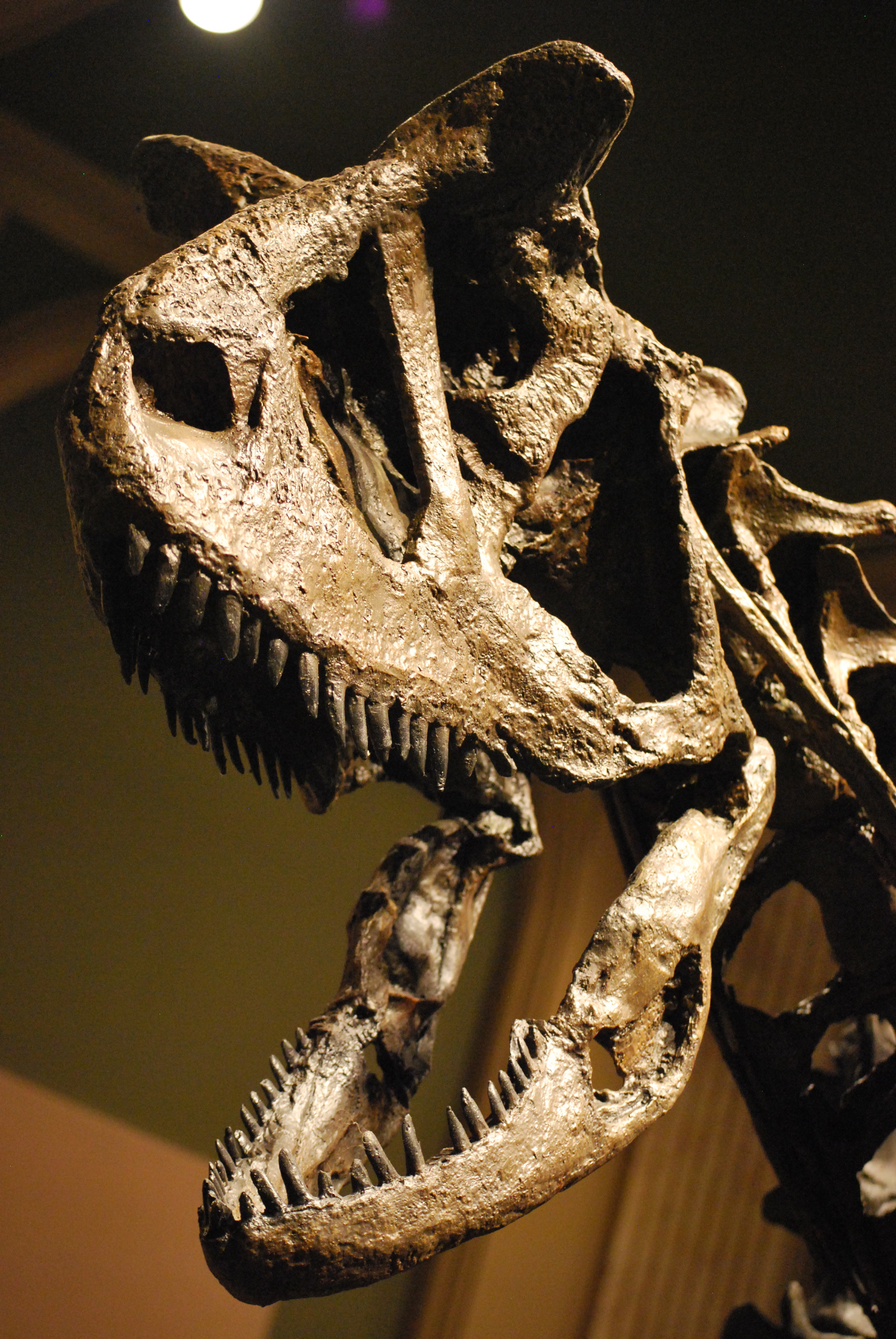
Cranio di Carnotaurus in vista quasi frontale, al Discovery Museum, Kenosha, Wisconsin

Il cranio di Carnotaurus misurava 59,6 cm di lunghezza, ed era proporzionalmente più corto e più profondo rispetto a quello di qualsiasi altro grande dinosauro carnivoro. Il muso era moderatamente largo e non si assottigliava come in teropodi più basali, come Ceratosaurus. Le mascelle erano leggermente curve verso l'alto, conferendo al cranio una forma unica. Come negli altri abelisauridi, le ossa facciali, in particolare le ossa nasali, erano caratterizzate da una superficie rugosa, ricoperta da numerosi piccoli fori e picchi, che in vita probabilmente sostenevano una struttura cheratinosa o dermica. L'elemento più distintivo di Carnotaurus erano le sue corna sporgenti poste sopra gli occhi, formate dall'estensione delle ossa frontali. Queste corna, spesse e a forma di cono, erano verticalmente appiattite in sezione trasversale e misuravano circa 15 cm di lunghezza. Si ritiene che in vita fossero rivestite di cheratina, risultando probabilmente più grandi. Gli occhi, proporzionalmente piccoli, erano posizionati nella parte superiore delle orbite, leggermente ruotate in avanti, il che suggerisce la presenza di un certo grado di visione binoculare.
I denti di Carnotaurus erano lunghi e sottili, in contrasto con quelli più corti e robusti tipici di altri abelisauridi. Ogni lato della mascella superiore ospitava quattro denti premascellari e dodici denti mascellari, mentre la mandibola era dotata di quindici denti per lato. In netto contrasto con il robusto cranio, la mandibola era poco profonda e relativamente debole. Un elemento straordinario è il ritrovamento dell'osso ioide nella mandibola, conservato nella posizione originale. Questo sottile osso sosteneva la muscolatura della lingua e altre strutture associate. Tali ossa sono raramente rinvenute nei fossili di dinosauri, poiché non sono collegate ad altre ossa e si perdono facilmente.

### Vertebre

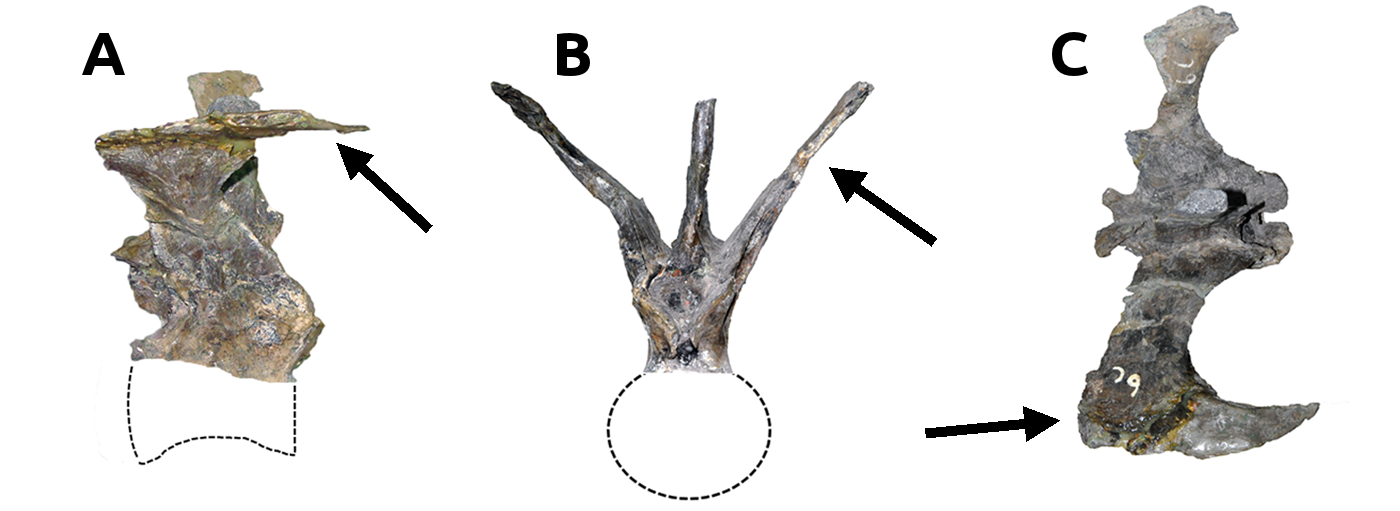
Sesta vertebra della coda dell'olotipo in A) di lato, B) vista frontale e C) vista dall'alto. Le frecce indicano le zone altamente modificate, che in vista frontale andavano a formare una V per l'aggancio dei muscoli della coda

La colonna vertebrale di Carnotaurus era composta da dieci vertebre cervicali (collo), dodici vertebre dorsali, sei vertebre sacrali fuse e un numero imprecisato di vertebre caudali (coda). Il collo, invece di presentare la classica curvatura a "S" tipica di altri teropodi, era quasi rettilineo e insolitamente ampio, soprattutto alla base. La parte superiore delle vertebre cervicali era caratterizzata da una doppia fila di processi ossei ingranditi, noti come epipofisi, che creavano una depressione liscia sulla superficie superiore delle vertebre. Questi processi, che erano i punti più alti della colonna vertebrale rispetto agli insolitamente bassi processi spinosi, servivano probabilmente come aree di ancoraggio per una muscolatura del collo particolarmente sviluppata. Una struttura simile era presente anche nella coda, dove un processo caudale modificato creava una forma a "V" nella vista frontale, con i lati interni che formavano una superficie liscia sopra le vertebre anteriori della coda. Inoltre, l'estremità di ciascuna vertebra caudale era dotata di un'espansione a forma di gancio che si estendeva in avanti, collegando la costola caudale alla vertebra precedente.

### Arti anteriori

Ossa della mano, secondo lo studio di Ruiz et al. (2011)

Gli arti anteriori di Carnotaurus erano proporzionalmente i più brevi tra quelli di tutti i grandi dinosauri carnivori, inclusi quelli di Tyrannosaurus, noto per avere arti anteriori incredibilmente ridotti. L'avambraccio rappresentava appena un quarto della lunghezza complessiva del braccio. Inoltre, la mano non presentava alcun carpo, con i metacarpi che si articolavano direttamente con l'avambraccio. La mano aveva una struttura insolita: possedeva quattro dita di base, anche se solo due culminavano in ossa delle dita ben sviluppate. Il quarto dito era costituito da un unico metacarpo allungato e sottile, che potrebbe aver funzionato come uno sperone esterno. Le dita erano fuse, immobili e prive di artigli. Carnotaurus si distingueva dagli altri abelisauridi per avere arti anteriori proporzionalmente più corti e robusti, con il quarto metacarpale come osso più lungo della mano. Uno studio del 2009 ha suggerito che le braccia degli abelisauridi fossero rudimentali, simili a quelle di uccelli moderni come emù e kiwi, caratterizzati da arti anteriori vestigiali con fibre nervose altamente ridotte.
Secondo il paleontologo italiano Andrea Cau, le braccia degli abelisauridi erano completamente inutili e prive di funzionalità, e in vita potrebbero essere state inglobate nel corpo dell'animale, non visibili esternamente. Per supportare questa ipotesi, si presume che gli arti anteriori fossero proiettati posteriormente, aderenti alla gabbia toracica, e trattenuti in posizione da fasci muscolari aponeurotici e tessuti connettivi che li avrebbero completamente ricoperti. Questa struttura avrebbe potuto proteggere gli arti anteriori da eventuali morsi o lesioni causate da altri animali, fornendo al tempo stesso una spiegazione funzionale alla loro apparente inutilità.

### Pelle fossilizzata

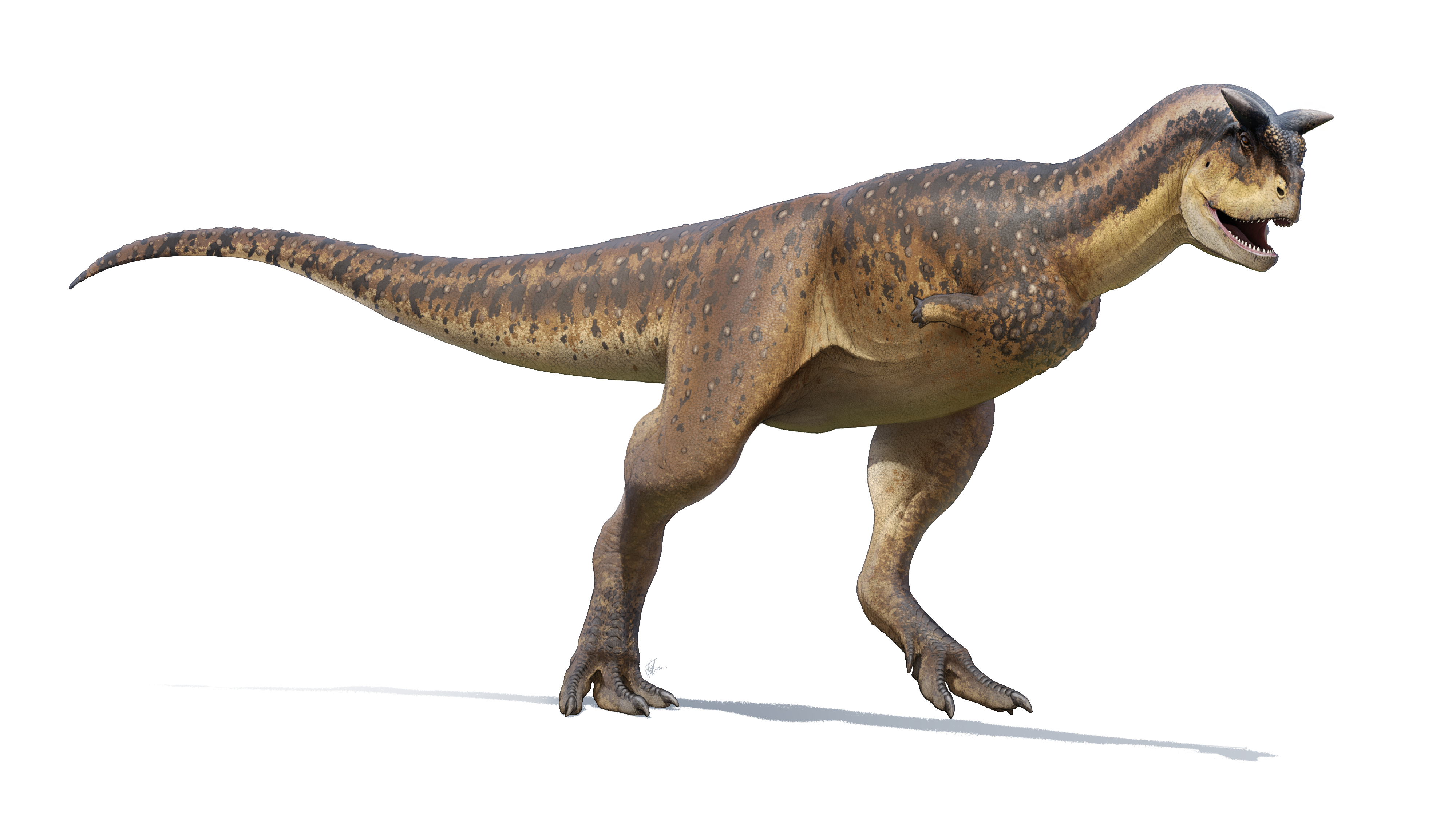
Ricostruzione artistica di C. sastrei

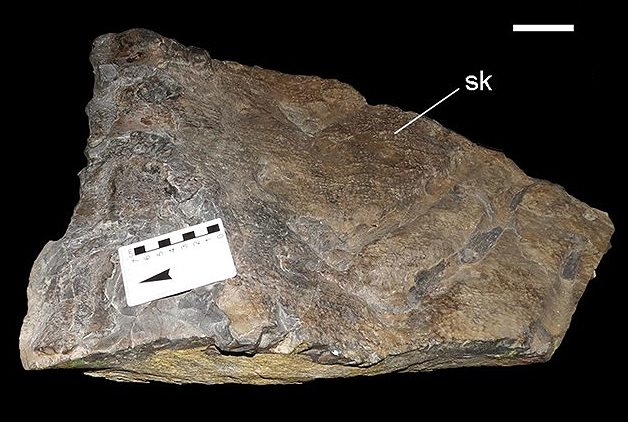
Impronte della pelle dalla regione della coda

Carnotaurus è stato il primo dinosauro carnivoro di grandi dimensioni scoperto con un numero significativo di impressioni di pelle fossile. Questi reperti, trovati sotto il lato destro dello scheletro, provengono da diverse parti del corpo, tra cui la mascella inferiore, la parte anteriore del collo, il cingolo scapolare e la gabbia toracica. La più ampia area di pelle conservata appartiene alla parte anteriore della coda. Originariamente, anche il lato destro dell'intero cranio mostrava un'estesa zona con tracce di pelle, ma questa fu accidentalmente distrutta durante la preparazione del fossile. Tuttavia, le differenze nella superficie tra i lati destro e sinistro del cranio suggeriscono che alcune caratteristiche del tegumento possano essere state preservate.
La pelle di Carnotaurus era composta da un mosaico di scaglie poligonali, non sovrapposte, con un diametro di circa 5 mm. Questo mosaico era diviso da sottili solchi paralleli, con una disposizione uniforme su gran parte del corpo, ad eccezione della testa, dove il disegno delle scaglie appariva più irregolare. Non sono state trovate tracce di piume, sebbene la loro presenza non possa essere completamente esclusa. Una caratteristica unica tra i teropodi è la presenza di grandi dossi che correvano lungo i lati del collo, della schiena e della coda, disposti in file irregolari. Questi dossi, ciascuno con un basso crinale, misuravano dai 4 ai 5 cm di diametro e si trovavano distanziati 8-10 cm. La loro dimensione aumentava verso l'alto del corpo. È probabile che questi dossi rappresentssero gruppi di osteodermi condensati, simili a quelli osservati negli hadrosauridi come Edmontosaurus, dove erano ricoperti da una membrana morbida che correva lungo la linea mediana. Lo studioso Stephen Czerkas (1997) ha suggerito che queste strutture potessero fornire protezione ai lati del corpo durante combattimenti tra conspecifici o con altri teropodi. Strutture simili si trovano nel collo delle moderne iguane, dove offrono una protezione limitata in situazioni di lotta.

## Classificazione
Carnotaurus è uno dei generi meglio conosciuti della famiglia degli abelisauridi, una famiglia di grandi teropodi limitati alle regioni meridionali del supercontinente Gondwana. Durante il Cretaceo superiore, gli abelisauridi sostituirono i carcharodontosauridi come predatori dominanti nel Gondwana, occupando una nicchia ecologica simile a quella ricoperta dai tirannosauridi nei continenti settentrionali. Carnotaurus mostra alcune delle caratteristiche più pronunciate della famiglia, come un cranio accorciato, arti anteriori ridotti fino quasi a scomparire, e peculiarità strutturali nelle vertebre cervicali e caudali.
Nonostante i dibattiti sui rapporti interni della famiglia, Carnotaurus è costantemente considerato uno dei membri più derivati degli abelisauridi. Il suo parente più stretto potrebbe essere stato Aucasaurus o Majungasaurus, anche se questa relazione è incerta a causa dell'incompletezza del materiale cranico di Aucasaurus. Una recente revisione propone Ilokelesia come possibile sister taxon di Carnotaurus, mettendo in dubbio una stretta parentela con Aucasaurus o Majungasaurus.
Carnotaurus dà il nome a due sottogruppi di abelisauridi: i Carnotaurinae e i Carnotaurini, sebbene entrambi non siano universalmente accettati dai paleontologi. I Carnotaurinae comprendono tutti gli abelisauridi più derivati, escludendo Abelisaurus, tradizionalmente considerato un membro basale della famiglia. Tuttavia, una revisione del 2008 ha suggerito che anche Abelisaurus potrebbe essere un abelisauride derivato. I Carnotaurini, invece, includono unicamente Carnotaurus e Aucasaurus. Questo clade viene utilizzato solo dai paleontologi che considerano Aucasaurus il parente più prossimo di Carnotaurus.
Il seguente cladogramma illustra le relazioni filogenetiche proposte dagli studi di Canale et al. (2009):
|  | Carnotaurus |
|  |             |
|  | Aucasaurus  |
|  |             |

|  | Ilokelesia                                                          |
|  |                                                                     |
|  | \| \| Skorpiovenator \| \| \| \| \| \| Ekrixinatosaurus \| \| \| \| |
|  |                                                                     |
|  | Skorpiovenator                                                      |
|  |                                                                     |
|  | Ekrixinatosaurus                                                    |
|  |                                                                     |

|  | Skorpiovenator   |
|  |                  |
|  | Ekrixinatosaurus |
|  |                  |

|  | Carnotaurus |
|  |             |
|  | Aucasaurus  |
|  |             |

|  | Ilokelesia                                                          |
|  |                                                                     |
|  | \| \| Skorpiovenator \| \| \| \| \| \| Ekrixinatosaurus \| \| \| \| |
|  |                                                                     |
|  | Skorpiovenator                                                      |
|  |                                                                     |
|  | Ekrixinatosaurus                                                    |
|  |                                                                     |

|  | Skorpiovenator   |
|  |                  |
|  | Ekrixinatosaurus |
|  |                  |

|  | Carnotaurus |
|  |             |
|  | Aucasaurus  |
|  |             |

|  | Ilokelesia                                                          |
|  |                                                                     |
|  | \| \| Skorpiovenator \| \| \| \| \| \| Ekrixinatosaurus \| \| \| \| |
|  |                                                                     |
|  | Skorpiovenator                                                      |
|  |                                                                     |
|  | Ekrixinatosaurus                                                    |
|  |                                                                     |

|  | Skorpiovenator   |
|  |                  |
|  | Ekrixinatosaurus |
|  |                  |

|  | Carnotaurus |
|  |             |
|  | Aucasaurus  |
|  |             |

|  | Ilokelesia                                                          |
|  |                                                                     |
|  | \| \| Skorpiovenator \| \| \| \| \| \| Ekrixinatosaurus \| \| \| \| |
|  |                                                                     |
|  | Skorpiovenator                                                      |
|  |                                                                     |
|  | Ekrixinatosaurus                                                    |
|  |                                                                     |

|  | Skorpiovenator   |
|  |                  |
|  | Ekrixinatosaurus |
|  |                  |

|  | Carnotaurus |
|  |             |
|  | Aucasaurus  |
|  |             |

|  | Ilokelesia                                                          |
|  |                                                                     |
|  | \| \| Skorpiovenator \| \| \| \| \| \| Ekrixinatosaurus \| \| \| \| |
|  |                                                                     |
|  | Skorpiovenator                                                      |
|  |                                                                     |
|  | Ekrixinatosaurus                                                    |
|  |                                                                     |

|  | Skorpiovenator   |
|  |                  |
|  | Ekrixinatosaurus |
|  |                  |

|  | Carnotaurus |
|  |             |
|  | Aucasaurus  |
|  |             |

|  | Ilokelesia                                                          |
|  |                                                                     |
|  | \| \| Skorpiovenator \| \| \| \| \| \| Ekrixinatosaurus \| \| \| \| |
|  |                                                                     |
|  | Skorpiovenator                                                      |
|  |                                                                     |
|  | Ekrixinatosaurus                                                    |
|  |                                                                     |

|  | Skorpiovenator   |
|  |                  |
|  | Ekrixinatosaurus |
|  |                  |

|  | Carnotaurus |
|  |             |
|  | Aucasaurus  |
|  |             |

|  | Ilokelesia                                                          |
|  |                                                                     |
|  | \| \| Skorpiovenator \| \| \| \| \| \| Ekrixinatosaurus \| \| \| \| |
|  |                                                                     |
|  | Skorpiovenator                                                      |
|  |                                                                     |
|  | Ekrixinatosaurus                                                    |
|  |                                                                     |

|  | Skorpiovenator   |
|  |                  |
|  | Ekrixinatosaurus |
|  |                  |

|  | Carnotaurus |
|  |             |
|  | Aucasaurus  |
|  |             |

|  | Ilokelesia                                                          |
|  |                                                                     |
|  | \| \| Skorpiovenator \| \| \| \| \| \| Ekrixinatosaurus \| \| \| \| |
|  |                                                                     |
|  | Skorpiovenator                                                      |
|  |                                                                     |
|  | Ekrixinatosaurus                                                    |
|  |                                                                     |

|  | Skorpiovenator   |
|  |                  |
|  | Ekrixinatosaurus |
|  |                  |

## Storia della scoperta

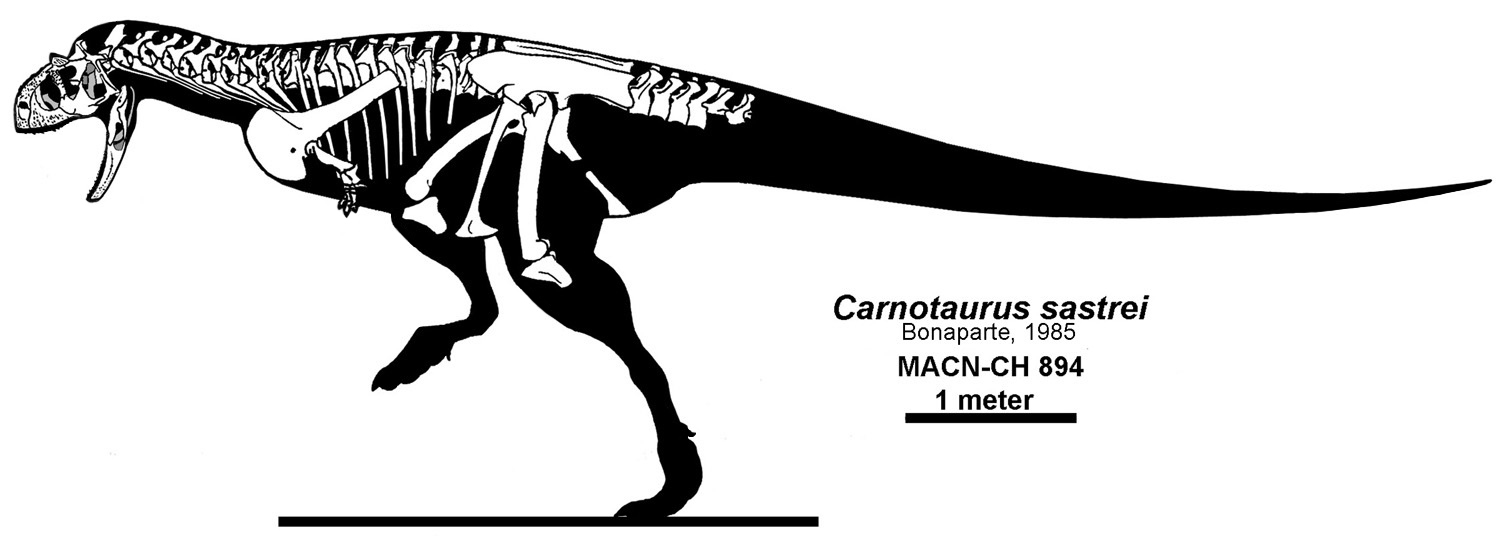
Illustrazione del materiale osseo conosciuto dello scheletro di Carnotaurus

Carnotaurus è noto grazie a un unico scheletro (olotipo MACN-CH 894) scoperto nel 1984 durante una spedizione guidata dal paleontologo argentino José Bonaparte. Questa stessa spedizione portò alla luce anche il sauropode Amargasaurus. La scoperta rientrava nel progetto "Vertebrati terrestri del Giurassico e del Cretaceo del Sud America", avviato nel 1976 e sponsorizzata dalla National Geographic Society. Lo scheletro è uno dei meglio conservati e più completi tra i teropodi meridionali, nonostante alcune parti mancanti, come la porzione posteriore della coda, gran parte delle zampe posteriori e una parte della gamba, che furono distrutte dagli agenti atmosferici. Il cranio e, in particolare, il muso, risultano schiacciati lateralmente a causa della fossilizzazione, con la premascella spinta verso l'alto sulle ossa nasali, il che ha esagerato artificialmente la curvatura verso l'alto della mascella superiore. L'esemplare apparteneva a un individuo adulto, come indicato dalle suture fuse della scatola cranica. È stato rinvenuto in posizione sdraiata sul fianco destro, con il collo piegato sopra il tronco, una posa tipica di morte. Un aspetto particolarmente significativo di questa scoperta è la conservazione di ampie impressioni di pelle fossile, in diverse aree del corpo, che spinse a una seconda spedizione per recuperare ulteriori campioni.
Lo scheletro fu rinvenuto in una fattoria chiamata "Pocho Sastre", nei pressi di Bajada Moreno, nella Provincia di Chubut, Argentina. La preparazione del fossile fu particolarmente complicata a causa della sua inclusione in un blocco di ematite, una roccia estremamente dura. Nel 1985, Bonaparte pubblicò una nota descrivendo Carnotaurus sastrei come un nuovo genere e una nuova specie, soffermandosi brevemente sul cranio e sulla mascella inferiore. Il nome generico Carnotaurus, derivante dal latino carno (carne) e taurus (toro), fa riferimento alle sue caratteristiche corna,, mentre il nome specifico sastrei rende omaggio a Angelo Sastre, proprietario del ranch dove fu scoperto. Una descrizione completa dello scheletro arrivò solo nel 1990. Dopo la scoperta, Carnotaurus fu il secondo abelisauride identificato, preceduto solo da Abelisaurus. Per molti anni, Carnotaurus rimase il membro più conosciuto della sua famiglia e il dinosauro teropode meglio conservato dell'emisfero meridionale. Tuttavia, scoperte successive di abelisauridi altrettanto ben conservati, come Aucasaurus, Majungasaurus e Skorpiovenator, hanno permesso agli scienziati di rivalutare molti aspetti della sua anatomia. Lo scheletro olotipo è conservato presso il Museo Argentino di Scienze Naturali Bernardino Rivadavia, mentre sue repliche sono esposte in musei di tutto il mondo. Una ricostruzione a grandezza naturale di Carnotaurus, realizzata dagli scultori Stephen e Sylvia Czerkas, è esposta al Museo di Storia Naturale della Contea di Los Angeles. Questa scultura, realizzata negli anni '80, è probabilmente la prima ricostruzione di un dinosauro carnivoro a presentare una pelle accuratamente modellata.

## Paleobiologia

### Funzione delle corna

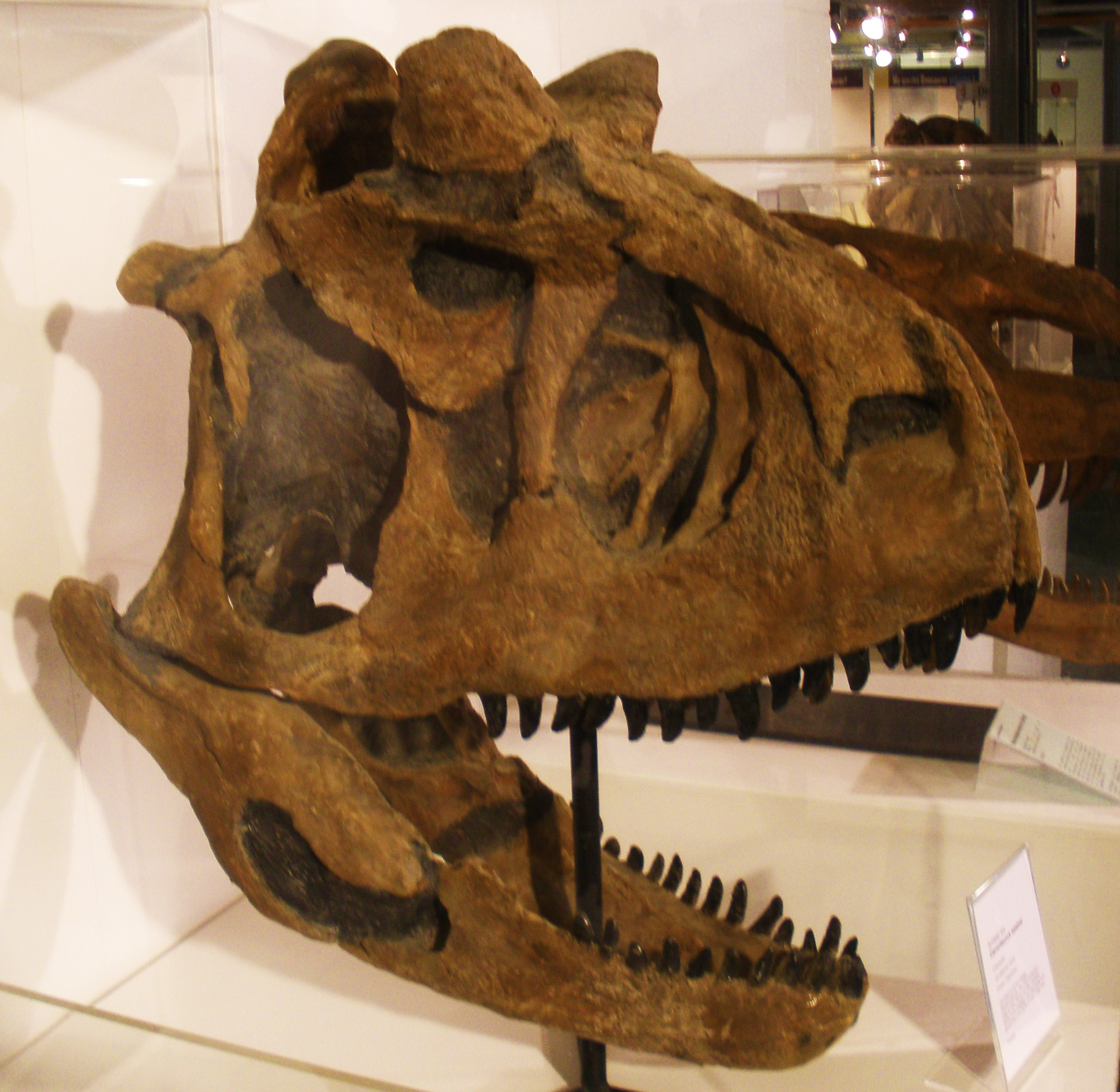
Cranio di Carnotaurus, vista laterale

Carnotaurus è l'unico predatore bipede noto a possedere una coppia di corna sull'osso frontale, una caratteristica unica tra i dinosauri teropodi. L'uso preciso di queste corna rimane incerto, ma varie ipotesi suggeriscono che potrebbero essere state utilizzate in combattimenti tra conspecifici, per il display o, in modo meno probabile, nella caccia. Greg Paul (1988) propose che le corna venissero utilizzate come armi durante scontri tra individui. Le piccole dimensioni delle orbite avrebbero ridotto il rischio di ferire gli occhi durante questi scontri. Gerardo Mazzetta e colleghi (1998) ipotizzarono che Carnotaurus utilizzasse le corna in maniera simile agli arieti moderni. Il team calcolò che la muscolatura del collo fosse sufficientemente sviluppata per assorbire l'impatto di due individui che si colpivano frontalmente a una velocità di circa 5,7 m/s ciascuno. Fernando Novas (2009) supportò questa teoria, osservando che la brevità del cranio avrebbe permesso movimenti più rapidi, riducendo il momento di inerzia, mentre il muscoloso collo avrebbe consentito colpi frontali potenti. Inoltre, la maggiore rigidità e resistenza della colonna vertebrale potrebbero essersi evolute per sopportare l'impatto generato da questi scontri.
Altri studi suggeriscono che i combattimenti tra individui non prevedessero colpi rapidi, ma piuttosto spinte lente e continue, con i lati superiori del cranio che distribuivano la forza in modo uniforme. Questa ipotesi è supportata dall'appiattimento latero-superiore delle corna, dalla fusione robusta delle ossa nella parte superiore del cranio e dalla struttura stessa del cranio, che non sembrerebbe adatta a sopportare colpi rapidi e violenti.
Mazzetta e colleghi (1998) suggerirono che le corna potrebbero essere state utilizzate per ferire o uccidere piccole prede. Sebbene il bordo osseo delle corna fosse smussato, si ipotizza che in vita fossero ricoperte di cheratina, il che le avrebbe rese più appuntite, simili a quelle di alcuni bovini moderni. Tuttavia, questa ipotesi è controversa, in quanto non esistono esempi noti di predatori che utilizzino corna per cacciare.

### Funzione della mascella e dieta

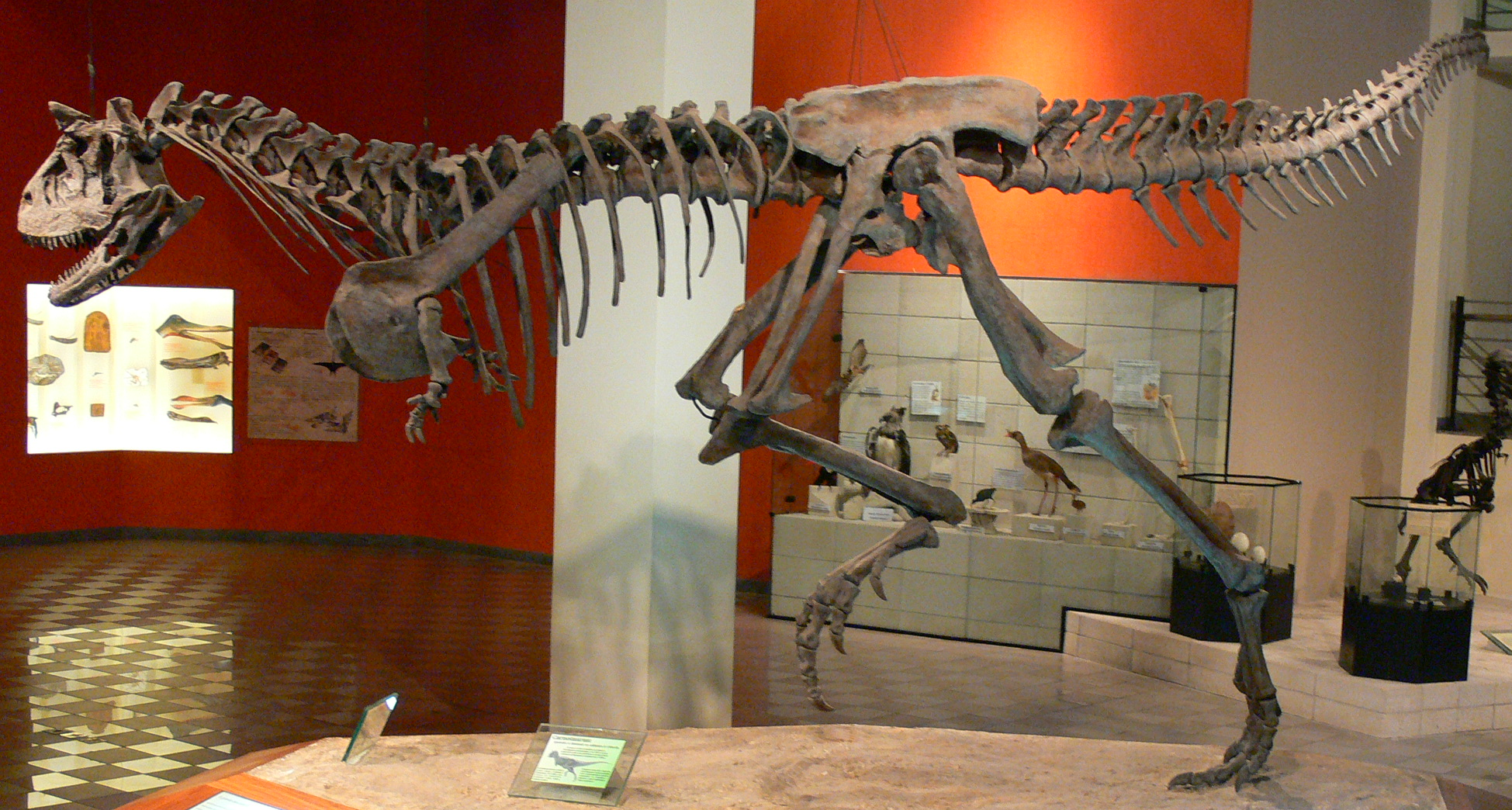
Ricostruzione dello scheletro dell'olotipo di Carnotaurus

L'analisi della struttura della mascella di Carnotaurus, condotta da Mazzetta e colleghi (1998, 2004, 2009), suggerisce che l'animale fosse in grado di eseguire morsi rapidi ma non particolarmente potenti. Morsi veloci sarebbero stati più importanti di quelli forti per catturare piccole prede, come evidenziato dagli studi sui coccodrilli moderni. Gli stessi ricercatori hanno individuato un elevato grado di flessibilità cranica, con particolare elasticità nella mandibola, una caratteristica in parte analoga a quella dei serpenti moderni. Questa elasticità avrebbe permesso a Carnotaurus di inghiottire piccole prede intere. La parte anteriore della mandibola era dotata di una cerniera che consentiva un movimento su e giù; quando premuta verso il basso, i denti si proiettavano in avanti, trattenendo saldamente la preda e impedendone la fuga. Inoltre, il cranio era abbastanza robusto da sopportare le forze derivanti dal sollevamento di prede più grandi, suggerendo che, pur nutrendosi principalmente di animali relativamente piccoli, Carnotaurus fosse in grado di cacciare anche dinosauri di dimensioni maggiori.
Questa interpretazione è stata messa in discussione da François Therrien e colleghi (2005), che hanno ipotizzato che Carnotaurus avesse una forza mandibolare due volte superiore a quella di un coccodrillo americano, noto per il morso più potente tra i tetrapodi viventi. I ricercatori hanno evidenziato analogie con i draghi di Komodo, suggerendo che la mandibola pur non essendo ideale per catturare piccole prede, fosse adattata a infliggere ferite da taglio a prede di grandi dimensioni. Questo comportamento avrebbe indebolito progressivamente le vittime, rendendole più facili da abbattere. Secondo questa interpretazione, Carnotaurus predava principalmente grandi animali, probabilmente sfruttando l'agguato.
Robert Bakker (1998) ha ipotizzato che Carnotaurus fosse un predatore specializzato in prede di grandi dimensioni, in particolare sauropodi. Bakker notò che alcune caratteristiche del cranio, come il muso corto, i denti relativamente piccoli e l'ossatura occipitale particolarmente robusta, erano simili a quelle osservate in Allosaurus. Secondo Bakker, queste caratteristiche si sarebbero evolute indipendentemente nei due generi e indicano che Carnotaurus utilizzasse la mascella superiore come una "mazza dentata" per infliggere ripetute ferite alle sue prede, indebolendole progressivamente prima di abbatterle.

### Locomozione

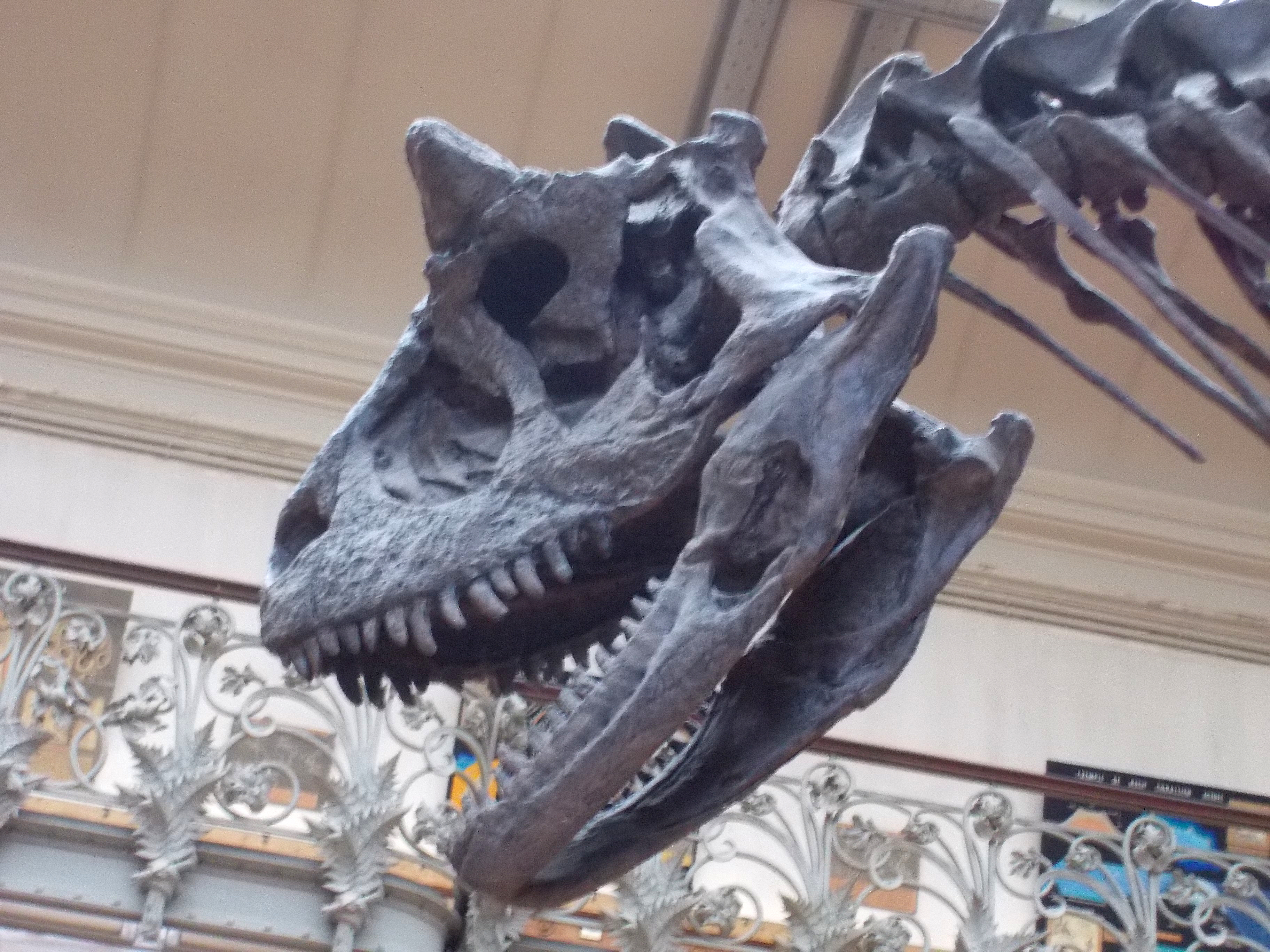
Cranio e prime vertebre del collo

Mazzetta e colleghi (1998, 1999) hanno ipotizzato che Carnotaurus fosse un corridore eccezionalmente veloce, grazie a caratteristiche anatomiche del femore che gli permettevano di sopportare elevati momenti flettenti durante la corsa. La capacità di una gamba di resistere a tali forze è un fattore cruciale per determinare la velocità massima di un animale. Gli adattamenti locomotori di Carnotaurus erano migliori di quelli di un essere umano, sebbene inferiori a quelli di uno struzzo. Secondo i calcoli, Carnotaurus avrebbe raggiunto una velocità massima compresa tra 48 e 56 km/h.

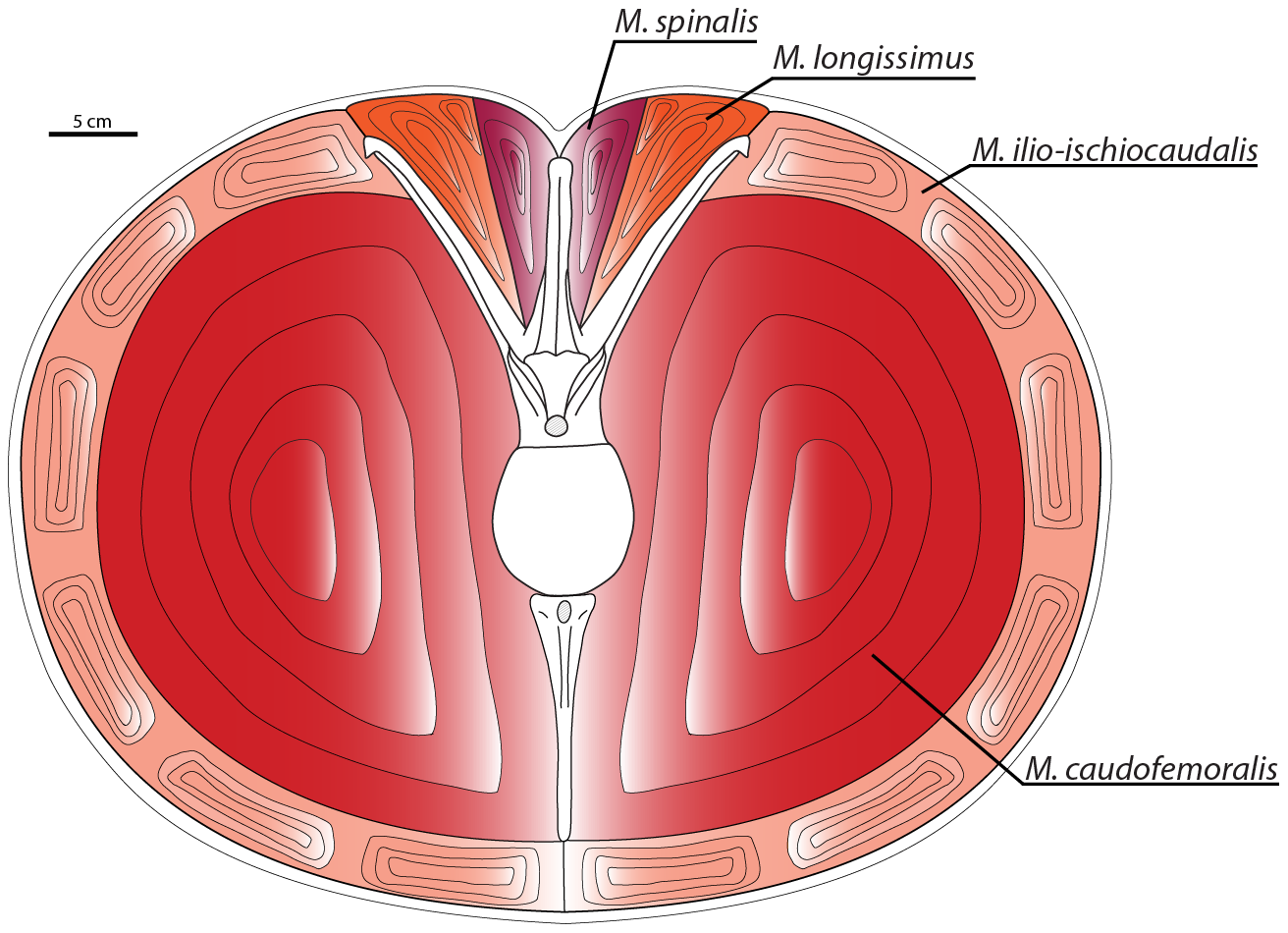
Sezione trasversale della coda di Carnotaurus, mostrante il muscolo caudofemoralis allargato e le nervature caudali a forma di V

Nei dinosauri, il muscolo locomotore èiù importante è il caudofemoralis, situato nella coda. Questo muscolo si collega al quarto trocantere del femore e tira l'osso della coscia all'indietro durante la corsa. Scott Persone e Phil Currie (2011) hanno osservato che, nelle vertebre caudali di Carnotaurus, le costole caudali non erano disposte orizzontalmente a "T" come nella maggior parte dei teropodi, ma inclinate verso l'asse verticale delle vertebre, formando una sorta di "V". Questa configurazione avrebbe fornito più spazio per un muscolo caudofemoralis particolarmente sviluppato, stimato in un peso di 111-137 kg per gamba. Questo rende Carnotaurus uno dei teropodi giganti più veloci mai esistiti. L'ipertrofia del muscolo caudofemoralis avrebbe reso i muscoli epiassiali (lunghissimo e spinale), situati sopra le costole caudali e responsabili della stabilità e del movimento della coda, proporzionalmente più piccoli. Per compensare questa riduzione e garantire la stabilità della coda, Carnotaurus aveva costole caudali dotate di processi rivolti in avanti, che incastravano le vertebre tra loro e con il bacino. Questa configurazione irrigidiva la coda, garantendo stabilità durante la corsa. Tuttavia, tale adattamento comportava una ridotta capacità di effettuare curve strette. L'anca e la coda dovevano muoversi simultaneamente, limitando la flessibilità rispetto ad altri teropodi. Ciò suggerisce che Carnotaurus fosse specializzato per la velocità in linea retta, ma meno adatto per manovre agili e cambiamenti di direzione rapidi.

## Paleoecologia

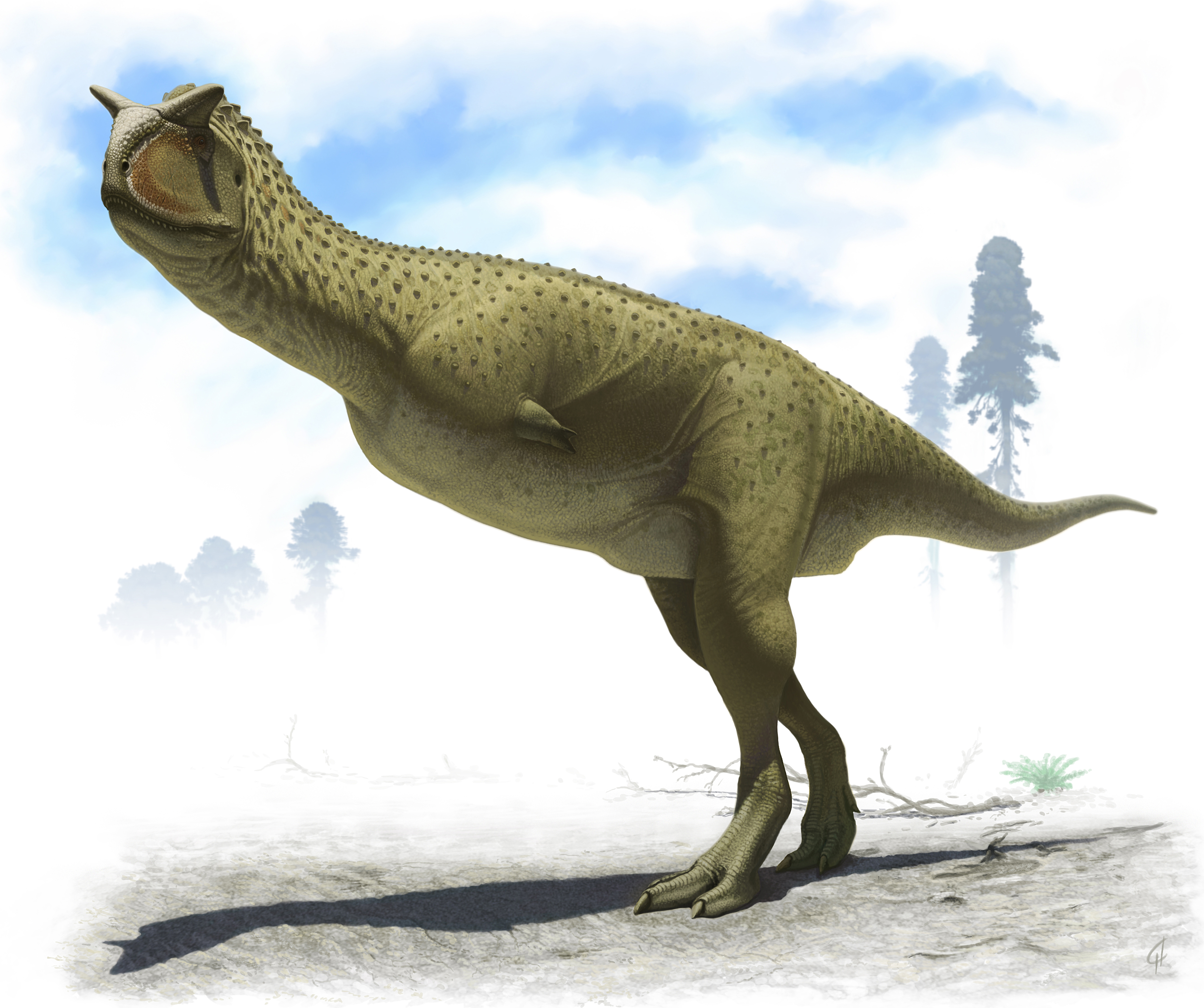
Carnotaurus nel suo ambiente

Inizialmente, le rocce in cui è stato scoperto Carnotaurus furono attribuite alla parte superiore della Formazione Gorro Frigio, datata a circa 100 milioni di anni fa (Albiano-Cenomaniano). Successivamente, venne stabilito che queste rocce appartenevano alla più recente Formazione La Colonia, risalente agli stadi del Campaniano-Maastrichtiano, tra 83,6 e 66 milioni di anni fa. Nel 2009, Novas propose un arco temporale più ristretto, datando la presenza di Carnotaurus tra 72 e 69,9 milioni di anni fa (Maastrichtiano inferiore), rendendolo uno degli abelisauridi sudamericani più recenti conosciuti. Alla fine del Cretaceo superiore, il Sud America era già isolato sia dall'Africa che dal Nord America.
La Formazione La Colonia è esposta sul versante meridionale del Massiccio Patagonico settentrionale. I fossili di vertebrati, inclusi quelli di Carnotaurus, provengono principalmente dalla sezione centrale della formazione, nota come associazione di facies centrale. Questa parte rappresenta probabilmente depositi di un ambiente composto da estuarî, piane di marea e/o pianure costiere. Il clima era stagionale, caratterizzato da alternanza di stagioni secche e umide. La Formazione La Colonia ospitava una fauna particolarmente ricca e diversificata, composta da numerosi vertebrati terrestri e acquatici. Tra i vertebrati acquatici si trovavano dipnoi ceratodontidi, tartarughe, coccodrilli e plesiosauri come Sulcusuchus, appartenente alla famiglia Polycotylidae. I dinosauri che abitavano la regione includevano l'abelisauride Koleken, il titanosauro Titanomachya, un ankyilosauro e un hadrosauride indeterminati. Inoltre, erano presenti serpenti delle famiglie Boidae e Madtsoiidae, tra cui Alamitophis argentinus, oltre a diverse specie di tartarughe, tra cui quattro appartenenti al gruppo Chelidae (Pleurodira) e una alla famiglia Meiolaniidae (Cryptodira). Anche i mammiferi erano rappresentati, con esemplari come Reigitherium, considerato il primo docodonte sudamericano, e Argentodites, un possibile multituberculato. Nel 2011 è stata annunciata anche la scoperta di un uccello enantiornithine. Questa varietà di fauna riflette un ecosistema complesso e diversificato, in cui Carnotaurus condivideva il suo habitat con una vasta gamma di specie terrestri e acquatiche.

## Nella cultura di massa
Sebbene scoperto negli anni '80, Carnotaurus ha acquisito particolare notorietà solo alla fine degli anni '90. La sua prima apparizione significativa avviene nel romanzo Il mondo perduto di Michael Crichton, dove viene descritto con l'abilità di cambiare il colore del proprio manto per mimetizzarsi, un tratto inesistente nella specie reale. Tuttavia, questa caratteristica non è presente nel franchise cinematografico di Jurassic Park, dove i carnotauri appaiono per la prima volta solo in Jurassic World - Il regno distrutto (2018) senza capacità mimetiche.
La rappresentazione cinematografica più famosa di Carnotaurus rimane quella nel film Disney Dinosauri (2000), dove due carnotauri fungono da antagonisti principali. Inizialmente, il ruolo era destinato a un Tyrannosaurus rex, ma per evitare ripetitività rispetto ad altri film, si optò per un carnotauro. Tuttavia, l'aspetto dei carnotauri nel film è lontano dalla realtà paleontologica: possiedono dimensioni spropositate, arti anteriori più sviluppati e una corporatura simile a quella di un tirannosauro, pur mantenendo l'armatura osteodermica caratteristica della specie reale.
Nel franchise di Jurassic Park, Carnotaurus avrebbe dovuto comparire in Jurassic Park III (2001), ma fu sostituito da un Ceratosaurus per evitare confronti con la versione del film Disney, rilasciato l'anno precedente. Carnotaurus è stato però usato per sviluppare alcune caratteristiche dell'Indominus rex in Jurassic World (2015), come le corna e gli osteodermi. Carnotaurus debutta fisicamente in Jurassic World - Il regno distrutto (2018) e ritorna nel sequel Jurassic World - Il dominio (2022), dove compare un esemplare soprannominato "Demon", riconoscibile per un corno spezzato e graffi sulla faccia. La serie animata Jurassic World - Nuove avventure include un Carnotaurus soprannominato "Toro", che appare in diverse stagioni, mentre l'ibrido Scorpios rex presenta tratti genetici derivanti da Carnotaurus, il Carnotaurus Demon riappare negli ultimi episodi della terza stagione della serie animata Jurassic World - Teoria del caos, ambientati poco dopo gli eventi mostrati nel film, dove l'animale è stato addestrato da Soyona Santos per eseguire gli ordini, come accaduto per gli Atrociraptor mostrati nel film e nella serie, Soyona lo richiama per affrontare l'addestratrice di Atrociraptor che ha provato ad ucciderla, ma quest'ultima scaglia gli Atrociraptor contro l'animale che durante lo scontro uccide uno di loro, Ghost, l'addestratrice tentando di fermarlo viene divorata da quest'ultimo.
Carnotaurus compare anche in Alla ricerca della Valle Incantata 14 - Il viaggio dei coraggiosi (2016), come antagonista principale, e nel documentario Il pianeta preistorico, dove viene mostrato un maschio intento a ripulire una zona per attirare una femmina e corteggiarla con un comportamento elaborato, inclusivo di movimenti dei piccoli arti anteriori.
Infine, nel fumetto della DC Comics Jurassic League, ambientato in un universo parallelo preistorico, il personaggio di Atrocitaurus, una versione di Atrocitus con sembianze di Carnotaurus antropomorfo, arricchisce ulteriormente la popolarità dell'animale nella cultura popolare.